# Asier Garitano
Asier Garitano Aguirrezábal, né  le 6 décembre 1969 à Vergara (province de Guipuscoa, Espagne), est un footballeur espagnol reconverti en entraîneur. 

## Biographie

### Joueur
Formé dans les catégories juniors de l'Athletic Bilbao, Asier Garitano effectue la plus grande partie de sa carrière dans des clubs de deuxième division et de troisième division. Il n'a aucun lien de parenté avec Ander et Gaizka Garitano, bien qu'il les connaisse.
Il dispute 134 matchs en deuxième division, inscrivant 23 buts, et 216 matchs en troisième division, inscrivant 61 buts.
Il met un terme à sa carrière de joueur en 2003.

### Entraîneur
Il commence sa carrière d'entraîneur comme assistant à l'Alicante CF de la saison 2003-2004 à la saison 2008-2009, avec José Bordalás comme entraîneur principal de 2004 à 2006.
En octobre 2008, il devient l'entraîneur principal d'Alicante en championnat D2 après le limogeage de José Carlos Granero, poste qu'il occupera à peine plus d'un mois. Il sera l'un des quatre entraîneurs à se succéder à la tête du club durant la saison 2008-2009.
Il rejoint ensuite le Club Deportivo Castellón comme entraîneur assistant pour la saison 2009-2010, puis comme entraîneur principal le 6 avril 2010 à la suite de la destitution de Tintín Márquez. Mais, à la fin de la saison, le club décide de se passer de ses services.
Lors de la saison 2011-2012, il devient entraîneur du Orihuela CF.
Le 14 juin 2012, il assume le poste d'entraîneur principal au Club Deportivo Alcoyano,.
Le 28 juin 2013, il rejoint le Club Deportivo Leganés comme entraîneur principal. Dès sa première saison, il fait monter le club en deuxième division. À la suite de la promotion du club, son contrat est automatiquement renouvelé. Il signe pour deux autres saisons.
Lors de la saison 2015-2016, Leganés termine à la deuxième place ce qui lui permet de monter en Première division pour la première fois de son histoire. Le 22 août 2016, Leganés débute en première division par une victoire 1 à 0 sur le Celta de Vigo au Stade de Balaídos.
Lors de la Coupe du Roi 2018, il réussit l'exploit d'éliminer le Real Madrid en quarts de finale.
Asier Garitano annonce le mardi 8 mai 2018 son départ du club de Leganés, qu'il aura conduit de la troisième division jusqu'à l'élite espagnole.
Le 24 mai 2018, il signe avec la Real Sociedad. Il est limogé le 26 décembre 2018 et remplacé par Imanol Alguacil.
Le 21 mai 2019, il signe avec le Deportivo Alavés où il succède à Abelardo Fernández. Il est limogé en juillet 2020.
Le 29 mai 2023, il signe avec le CD Tenerife.

## Palmarès

### Entraîneur
- Promotion en D2 avec Leganés : 2014.
- Promotion en D1 avec Leganés : 2016.